# موزامبیک پرتغال
موزامبیک پرتغال (به لاتین: Portuguese Mozambique) یکی از مستعمرات سابق کشور پرتغال در قاره آفریقا که کشور موزامبیک کنونی است و در شرق آفریقا واقع شده‌است.